# Ньив-Леккерланд
Ньив-Леккерланд (нидерл. Nieuw-Lekkerland, МФА: [ˈniu̯ ˈlɛkərlɑnt]) — город и в провинции Южная Голландия в Нидерландах, в общине Моленланден. До 1 января 2013 года город был отдельной общиной.

## География и экономика
Ньив-Леккерланд расположен к югу от реки Лек. Общая площадь общины составляет 12,77 км². По данным центрального бюро статистики Нидерландов (CBS), в 2010 году (на 31 декабря) население Ньив-Леккерланда составили 9540 человек (на 31 декабря 2009 года было 9530).

## История
С начала I века территория, где находится современный Ньив-Леккерланд находилась в руках римлян и представляла собой болота. Известно, что после X века в этой местности проводились работы по осушению болот, какая-то их часть была срыта, от чего нынешний город находится в низине. Первое упоминание относится к 1280 году, правда поселение носило название Leckerlant. Название Nieue-Leckelant появляется только в 1325 году: так как уже существовал старый Леккерланд (нидерл. Oud-Leckelant), в настоящее время — Леккеркерк в общине Недерлек ([современное название Nieuw-Lekkerland появилось только в 1903 году).
К 1325 году относятся и развалины замка (нидерл. kasteel Schoonenburg), построенного на искусственной возвышенности и в котором люди укрывались от наводнения. После 1456 года замок был заброшен и разрушен (камни были использованы при строительстве церкви в Стрефкерке, община Лисвелд). Когда в XVI веке Голландия находилась под властью Испании, в Ньив-Леккерланде была построена дамба, которая сыграла немаловажную роль в развитии местной торговли, экономики и всего поселения в целом.